# Фролов, Александр Константинович
Александр Константинович Фролов (род. 25 июля 1949, Москва) — российский политический обозреватель, член редакционной коллегии газеты «Советская Россия». Депутат Государственной Думы первого созыва. Входил в состав Президиума ЦК КПРФ в 1997—2008 гг.

## Образование
Факультет международных экономических отношений МГИМО МИД СССР (не закончен). Вечернее отделение философского факультета Московского государственного университета. Аспирантура философского факультета МГУ.

## Биография
Родился в семье служащих — авиаконструктора и историка. Окончил знаменитую московскую среднюю спецшколу № 3 в Чапаевском переулке. Это бывшая спецшкола ВВС № 1, которую окончили Тимур Фрунзе, Василий Сталин и космонавт Владимир Комаров. Из известных выпускников школы № 3 в параллельном классе училась Наталья Нарочницкая. 
В 1966-68 годах учился в МГИМО МИД СССР. В 1968-70 проходил действительную военную службу в Советской Армии. Гражданскую трудовую деятельность начал в Опытно-конструкторском бюро им. А. С. Яковлева, где работал техником с 1970 года. Без отрыва от производства закончил вечернее отделение философского факультета МГУ в 1976 году. С 1974 года начал преподавать, сначала в Московском станкоинструментальном институте, затем в Центральном институте усовершенствования учителей.
С 1984 по 1987 — консультант журнала «Коммунист». Член КПСС-КПРФ с 1985 года. В 1987 перешёл на партийную работу. Инструктор Общего отдела ЦК КПСС, консультант, затем руководитель группы Идеологического отдела ЦК КП РСФСР. После роспуска КПСС работал политическим обозревателем газеты «Советская Россия». Член ЦК КПРФ с 1993 по 2012 год. С 20 апреля 1997 года по 30 ноября 2008 года — член Президиума ЦК КПРФ. 15 декабря 1993 года был избран депутатом Государственной Думы РФ, входил в состав Комитета по геополитике. Затем после окончания депутатских полномочий вернулся на прежнее место работы в «Советской России». Является членом редакционной коллегии «Советской России».
Вышел на пенсию по семейным обстоятельствам в 2015 году. Сотрудничество с газетой продолжается.

## Научная работа
Является учеником Э. В. Ильенкова и М. А. Лифшица. Автор более 100 публикаций по логике и теории исторического процесса и более 400 публицистических работ. Переводчик нескольких произведений Георга Лукача, в том числе его книги «Молодой Гегель».
Политическая позиция Фролова диалектически связана с его оценкой социальной ситуации. Если до рубежа XX / XXI веков он выступал за контрмеры по отношению капиталистического развития, то затем его позиция изменилась:

После 1999—2000 годов все предлагаемые меры искусственного торможения развития капитализма превращаются в утопию, в «реакционный социализм» либерально-народнического толка, который лишь способствует идеологическому обоснованию и укреплению в России бонапартистского («неофеодального») политического режима.

## Семья
Жена — Фролова (Самохотова) Рима Ильинична (р. 1950), тренер по фигурному катанию и детский психолог, заочно окончила Малаховский инфизкульт и Московский пединститут им. Крупской.
Дочь — Елена Флоринцева (р. 1972), гражданка РФ, с 1990 года проживает в США. Училась в Московском институте тонкой химической технологии, окончила с отличием Вустерский политехнический институт (США, Массачусетс) по специальности «биоинженерия». Уехала по любви со школьной скамьи к своему жениху и теперь мужу Евгению Флоринцеву, которого мама увезла в Америку, не дав даже окончить школу. Живут по сей день счастливо в Техасе. Трое внуков — Виктор (1996), Денис (1998) и Роман (2005). Все трое крещены по православному обряду в Москве в храме Всех святых на Соколе. Как сказала их мать, атеистка, «пусть это будет посвящение в русский народ».

## Произведения
- Новорусский капитализм. Очерки экономики и политики — М.: ФИЛИНЪ, 2017. — 550 стр. ISBN 978-5-9216-0513-8